# بي إم دبليو إف 800 إس
بي إم دبليو اف 800اس (بالإنجليزية: BMW F800S)‏ هي دراجة نارية من تصنيع بي إم دبليو. 